# 穂高宿
穂高宿（ほたかじゅく）は、千国街道（糸魚川街道）の宿場。現在の長野県安曇野市穂高に位置する。

## 概要
穂高神社の鳥居前町として古くから発達し、武田氏の統治下で伝馬宿として整備された。天文6年（1537年）には井口家が問屋役を務め、以後代々世襲し、天正6年（1578年）には通行人の許可状を改める過所役を務めている。天正8年（1580年）仁科盛信が、領中に散在した馬市を穂高に集中させるに際して、等々力治右衛門尉に宛てた数通の書状が現存する。
戦国時代には一町半程度の町並みであったが、江戸時代に北へ拡大し、三町ほどの規模となった。街道を挟んで西側南半が保高町村、西側北半と東側が等々力町村に属した。穂高神社の大門付近が宿場の入り口にあたり、桝形が見られ、宿場の中央を矢原堰が貫流していた。
慶長13年（1608年）には伝馬役が200石の石役を割り当てられている。慶安4年（1651年）の伝馬役は保高町が24軒、等々力町が35軒であった。次第に豊かな宿場町として発展する一方で、文政8年12月（1826年1月）の赤蓑騒動では大庄屋、穀屋、肴屋、油屋などの商家が打ちこわしに遭い、明治2年（1869年）に発生した世直し一揆の会田・麻績騒動でも同様の被害に遭っている。

## アクセス
- 長野自動車道 安曇野インターチェンジ
- JR東日本 大糸線穂高駅
- 中央高速バス安曇野・白馬線 安曇野穂高バス停
- 安曇野市バス 穂高・明科路線　穂高病院前バス停
- 池田町営バス 安曇野線　穂高病院前バス停

## 隣の宿
千国街道
成相新田宿  -（1里半）-  穂高宿 -（2里半）-  池田宿